# Јаков Брдар
Јаков Брдар (Ливно, 22. април 1949) је словеначки вајар босанскохерцеговачког порекла.

## Биографија
Студирао је вајарство на Академији за ликовну умјетност у Љубљани где је 1975. дипломирао у класи Душана Тршара. На истој академији завршио је и специјалистичке студије 1979. године. Од 1980. до 1982. усавршавао се у Паризу и Берлину где је и постао члан Берлинске вајарске радионеце (Berlin Bildhauerwerkstatten)Професионалног удружења уметника (Berufsverband Bildener Kuenstler).
Аутор је бројних скулптура у Љубљани. Његове три статуе Адам и Ева, Сатир и Прометеј су на Месарском мосту на пијаци у центру града.
Његова статуа генерала Рудолфа Мајстера се налази на главној аутобуској станици у Љубљани. У Галерији у Пирану налази се једно од најбољих Брдаревих дела Пегаз (1990). У годинама 1990/1991 је излагао Пергамон музеју у Берлину.
Године 1998. је за свој уметнички рад добио Прешернову награду.